# Internationale Cricket-Saison 2016/17
Die internationale Cricket-Saison 2016/17 fand zwischen Oktober 2016 und April 2017 statt. Als Wintersaison trugen vorwiegend die Mannschaften aus Südasien, der Karibik und Ozeanien ihre Heimspiele aus. Die ausgetragenen Tests der internationalen Touren bildeten die Grundlage für die ICC Test Championship. Die ODI bildeten den Grundstock für die ICC ODI Championship und die Twenty20-Spiele für die ICC T20 Championship.

## Überblick

### Internationale Touren
| Beginn             | Heimteam              | Auswärtsteam | Resultate | Resultate | Resultate | Artikel |
| Beginn             | Heimteam              | Auswärtsteam | Test      | ODI       | Twenty20  | Artikel |
| ------------------ | --------------------- | ------------ | --------- | --------- | --------- | ------- |
| 22. September 2016 | Indien                | Neuseeland   | 3–0 [3]   | 3–2 [5]   |           | Artikel |
| 23. September 2016 | Pakistan              | West Indies  | 2–1 [3]   | 3–0 [3]   | 3–0 [3]   | Artikel |
| 23. September 2016 | Bangladesch           | Afghanistan  |           | 2–1 [3]   |           | Artikel |
| 25. September 2016 | Südafrika             | Irland       |           | 1–0 [1]   |           | Artikel |
| 27. September 2016 | Australien gg. Irland |              | 1–0 [1]   |           | Artikel   |         |
| 30. September 2016 | Südafrika             | Australien   |           | 5–0 [5]   |           | Artikel |
| 7. Oktober 2016    | Bangladesch           | England      | 1–1 [2]   | 1–2 [3]   |           | Artikel |
| 29. Oktober 2016   | Simbabwe              | Sri Lanka    | 0–2 [2]   |           |           | Artikel |
| 3. November 2016   | Australien            | Südafrika    | 1–2 [3]   |           |           | Artikel |
| 4. November 2016   | Papua-Neuguinea       | Hongkong     |           | 2–1 [3]   |           | Artikel |
| 9. November 2016   | Indien                | England      | 4–0 [5]   | 2–1 [3]   | 1–2 [3]   | Artikel |
| 17. November 2016  | Neuseeland            | Pakistan     | 2–0 [2]   |           |           | Artikel |
| 4. Dezember 2016   | Australien            | Neuseeland   |           | 3–0 [3]   |           | Artikel |
| 14. Dezember 2016  | Ver. Arab. Emirate    | Afghanistan  |           |           | 0–3 [3]   | Artikel |
| 15. Dezember 2016  | Australien            | Pakistan     | 3–0 [3]   | 4–1 [5]   |           | Artikel |
| 26. Dezember 2016  | Neuseeland            | Bangladesch  | 2–0 [2]   | 3–0 [3]   | 3–0 [3]   | Artikel |
| 26. Dezember 2016  | Südafrika             | Sri Lanka    | 3–0 [3]   | 5–0 [5]   | 1–2 [3]   | Artikel |
| 30. Januar 2017    | Neuseeland            | Australien   |           | 2–0 [3]   |           | Artikel |
| 8. Februar 2017    | Indien                | Bangladesch  | 1–0 [1]   |           |           | Artikel |
| 16. Februar 2017   | Simbabwe              | Afghanistan  |           | 2–3 [5]   |           | Artikel |
| 17. Februar 2017   | Neuseeland            | Südafrika    | 0–1 [3]   | 2–3 [5]   | 0–1 [1]   | Artikel |
| 17. Februar 2017   | Australien            | Sri Lanka    |           |           | 1–2 [3]   | Artikel |
| 23. Februar 2017   | Indien                | Australien   | 2–1 [4]   |           |           | Artikel |
| 2. März 2017       | Ver. Arab. Emirate    | Irland       |           | 0–2 [2]   |           | Artikel |
| 3. März 2017       | West Indies           | England      |           | 0–3 [3]   |           | Artikel |
| 7. März 2017       | Sri Lanka             | Bangladesch  | 1–1 [2]   | 1–1 [3]   | 1–1 [2]   | Artikel |
| 8. März 2017       | Afghanistan           | Irland       |           | 3–2 [5]   | 3–0 [3]   | Artikel |
| 31. März 2017      | West Indies           | Pakistan     | 1–2 [3]   | 1–2 [3]   | 1–3 [4]   | Artikel |

### Internationale Turniere
| Beginn            | Turnier                                        | Land                         |
| ----------------- | ---------------------------------------------- | ---------------------------- |
| 29. Oktober 2016  | ICC World Cricket League Division Four 2016    | Vereinigte Staaten           |
| 14. November 2016 | Zimbabwe Tri-Series 2016/17                    | Simbabwe                     |
| 14. Januar 2017   | Desert T20 Challenge 2016/17                   | Vereinigte Arabische Emirate |
| 22. Januar 2017   | United Arab Emirates Tri-Nation Series 2016/17 | Vereinigte Arabische Emirate |

### Fortlaufende Turniere
| Dauer     | Turnier                                       |
| --------- | --------------------------------------------- |
| 2015–2017 | ICC Intercontinental Cup 2015–2017            |
| 2015–2017 | ICC World Cricket League Championship 2015–17 |

### Internationale Touren (Frauen)
| Beginn            | Heimteam    | Auswärtsteam | Resultate | Resultate | Artikel |
| Beginn            | Heimteam    | Auswärtsteam | WODI      | WTwenty20 | Artikel |
| ----------------- | ----------- | ------------ | --------- | --------- | ------- |
| 6. Oktober 2016   | Südafrika   | Neuseeland   | 2–5 [7]   |           | Artikel |
| 8. Oktober 2016   | West Indies | England      | 2–3 [5]   |           | Artikel |
| 9. November 2016  | Neuseeland  | Pakistan     | 5–0 [5]   | 1–0 [1]   | Artikel |
| 9. November 2016  | Sri Lanka   | England      | 0–4 [4]   |           | Artikel |
| 10. November 2016 | Indien      | West Indies  | 3–0 [3]   | 0–3 [3]   | Artikel |
| 18. November 2016 | Australien  | Südafrika    | 4–0 [5]   |           | Artikel |
| 12. Januar 2017   | Bangladesch | Südafrika    | 1–4 [5]   |           | Artikel |
| 12. Februar 2017  | Australien  | Neuseeland   |           | 1–2 [3]   | Artikel |
| 26. Februar 2017  | Neuseeland  | Australien   | 1–2 [3]   |           | Artikel |

### Internationale Turniere (Frauen)
| Beginn            | Turnier                                  | Land      |
| ----------------- | ---------------------------------------- | --------- |
| 26. November 2016 | Women’s Twenty20 Asia Cup 2016           | Thailand  |
| 7. Februar 2017   | Women’s Cricket World Cup Qualifier 2017 | Sri Lanka |

## Nationale Meisterschaften
Aufgeführt sind die nationalen Meisterschaften der Full Member des ICC.
| Land                              | First-Class                              | List A                               | Twenty20                                    |
| --------------------------------- | ---------------------------------------- | ------------------------------------ | ------------------------------------------- |
| Australien                        | Sheffield Shield 2016/17                 | Matador BBQs One-Day Cup 2016/17     | Big Bash League 2016/17                     |
| Bangladesch                       | National Cricket League 2016/17          |                                      | Bangladesh Premier League 2016/17 (Cricket) |
| Bangladesh Cricket League 2016/17 |                                          |                                      |                                             |
| Indien                            | Ranji Trophy 2016/17                     | Vijay Hazare Trophy 2016/17          | Indian Premier League 2017                  |
| Duleep Trophy 2016/17             | Deodhar Trophy 2016/17                   | Syed Mushtaq Ali Trophy 2016/17      |                                             |
| Irani Cup 2016/17                 |                                          |                                      |                                             |
| Sri Lanka                         | Premier Trophy 2016/17                   | Districts One Day Tournament 2016/17 | SLC Twenty-20 Tournament 2016/17            |
| Neuseeland                        | Plunket Shield 2016/17                   | Ford Trophy 2016/17                  | McDonald’s Super Smash 2016/17              |
| Pakistan                          | Quaid-e-Azam Trophy 2016/17              | Regional One Day Cup 2016/17         | National T-20 Cup 2016/17                   |
|                                   |                                          | Pakistan Super League 2016/17        |                                             |
| Simbabwe                          | Logan Cup 2016/17                        | Pro50 Championship 2016/17           |                                             |
| Südafrika                         | Sunfoil Series 2016/17                   | Momentum 1 Day Cup 2016/17           | CSA T20 Challenge 2016/17                   |
| West Indies                       | WICB Professional Cricket League 2016/17 | WICB Regional Super50 2016/17        |                                             |